# طارق صالح (صحفي)
طارق صالح (بالبرتغالية: Tariq Saleh‏) هو صحفي برازيلي، ولد في 16 سبتمبر 1974 في بيروت في لبنان.